# Усами, Рин
Рин Усами (яп. 宇佐見 りん Усами Рин, род. 16 мая 1999 года) — японская писательница.
Родилась в городе Нумадзу префектуры Сидзуока, детство провела в префектура Канагава. Дебютная работа — выпущенная в 2019 году повесть «Кака» (яп. かか кака) — удостоилась премий «Бунгэй» и Юкио Мисимы, причём после получения последней Усами стала самой молодой победительцей за всю историю существования премии. Роман 2020 года, опубликованный на русском языке под названием «Моего айдола осуждают» (яп. 推し、燃ゆ оси, мою), был удостоен премии Акутагавы; к маю 2021 года его тираж в Японии превысил полмиллиона экземпляров. Произведение рассказывает историю старшеклассницы Акари в контексте инцидента с участием её кумира — айдола Масаюки Уэны.
Своим любимым автором Усами назвала Кэндзи Накагами.